# Gesty myszy

Wizualizacja gestu Wstecz w przeglądarce Opera – wciśnij prawy przycisk myszy, przesuń kursor w lewo, zwolnij przycisk myszy.

Gesty myszy (ang. mouse gestures) – kombinacja ruchów i kliknięć myszy komputerowej, które oprogramowanie rozpoznaje jako konkretne polecenie. Ułatwia to dostęp do najczęściej używanych funkcji programu lub może być ułatwieniem dla osób mających problemy z obsługą klawiatury. Obsługa gestów zaimplementowana jest w niektórych grach (Black and White, Myth, Niebyt, Sacrifice) i przeglądarkach internetowych (Opera, Konqueror, Mozilla, Maxthon). Dla przeglądarki Mozilla Firefox istnieją dedykowane rozszerzenia umożliwiające korzystanie z gestów.
Istnieje kilka programów umożliwiających zdefiniowanie gestów dla każdej aplikacji, z bardziej popularnych można wymienić: Brass, Sensiva, StrokeIt dla systemu operacyjnego Windows. KDE zawiera wbudowane gesty od wersji 3.2.
Przykładowo w przeglądarkach Opera i Mozilla, trzymając wciśnięty prawy przycisk, wykonujemy określony ruch:
- góra-dół (polecenie „Odśwież”)
- poziomo w lewo (polecenie „Wstecz”)

Zaletą gestów jest możliwość wykonania ich gdziekolwiek, gdzie znajduje się kursor myszy. Nie trzeba przenosić kursora w określone miejsce na ekranie, żeby trafić w określony przycisk aplikacji. Choć skróty klawiszowe są zazwyczaj szybsze, to gesty ułatwiają używanie aplikacji wyłącznie za pomocą myszy (jednej ręki).